# Maksat Baizhanov
Maksat Baizhanov (en kazakh : Мақсат Байжанов), né le 6 août 1984 à Kyzylorda au Kazakhstan, est un footballeur international kazakh, qui évolue au poste de milieu offensif.

## Biographie

### Carrière en club
Avec le club du Shakhtyor Karagandy, Maksat Baizhanov dispute 5 matchs en Ligue des champions, pour un but inscrit, et 14 matchs en Ligue Europa.

### Carrière internationale
Maksat Baizhanov compte 26 sélections et 1 but avec l'équipe du Kazakhstan depuis 2005,.
Il est convoqué pour la première fois en équipe du Kazakhstan par le sélectionneur national Sergueï Timofeev, pour un match amical contre le Japon le 29 janvier 2005. Le match se solde par une défaite 4-0 des Kazakhs. 
Le 26 mars 2016, il inscrit son premier but en sélection contre l'Azerbaïdjan lors d'un match amical. Le match se solde par une victoire 1-0 des Kazakhs.

## Palmarès
- Avec le Shakhtyor Karagandy
  - Champion du Kazakhstan en 2011 et 2012
  - Vainqueur de la Coupe du Kazakhstan en 2013
  - Vainqueur de la Supercoupe du Kazakhstan en 2013

## Statistiques

### Buts en sélection
Le tableau suivant liste tous les buts inscrits par Maksat Baizhanov avec l'équipe du Kazakhstan.